# Ryota Nagata
Ryota Nagata (永田 亮太 Nagata Ryota?, nacido el 17 de mayo de 1985 en Kioto) es un futbolista japonés que se desempeña como centrocampista.

## Trayectoria

### Clubes
| Club                | País  | Año         |
| ------------------- | ----- | ----------- |
| Shonan Bellmare     | Japón | 2008 - 2010 |
| Sagan Tosu          | Japón | 2011        |
| Montedio Yamagata   | Japón | 2012        |
| Thespakusatsu Gunma | Japón | 2013 - 2014 |
| Kamatamare Sanuki   | Japón | 2015 -      |

## Estadística de carrera

### J. League
| Club                | Año   | J. League | J. League | Copa J. League | Copa J. League | Total | Total |
| Club                | Año   | Part.     | Goles     | Part.          | Goles          | Part. | Goles |
| ------------------- | ----- | --------- | --------- | -------------- | -------------- | ----- | ----- |
| Shonan Bellmare     | 2008  | 33        | 0         | -              | -              | 33    | 0     |
| Shonan Bellmare     | 2009  | 42        | 1         | -              | -              | 42    | 1     |
| Shonan Bellmare     | 2010  | 8         | 0         | 5              | 0              | 13    | 0     |
| Sagan Tosu          | 2011  | 14        | 0         | -              | -              | 14    | 0     |
| Montedio Yamagata   | 2012  | 20        | 2         | -              | -              | 20    | 2     |
| Thespakusatsu Gunma | 2013  | 24        | 2         | -              | -              | 24    | 2     |
| Thespakusatsu Gunma | 2014  | 32        | 2         | -              | -              | 32    | 2     |
| Kamatamare Sanuki   | 2015  | 35        | 6         | -              | -              | 35    | 6     |
| Kamatamare Sanuki   | 2016  | 37        | 4         | -              | -              | 37    | 4     |
| Kamatamare Sanuki   | 2017  | 42        | 3         | -              | -              | 42    | 3     |
| Total               | Total | 287       | 20        | 5              | 0              | 292   | 20    |